# 管亥
管亥（？—？），東漢末年黃巾军首領之一。

## 生平
管亥曾經率兵攻打山東，出兵進逼都昌城，圍困的城池是當時北海太守孔融屬地，這時山東小將太史慈奮力突圍求救兵，努力突破到劉備所在地求援兵，直到見到了劉備，太史慈提到：「我是東萊城之鄉下人，跟北海太守孔融以血緣來說並不是親骨肉，而且也不是鄰居，我跟孔融特別以共同志向一起奮鬥，有分擔災厄共同患難之義。現在，管亥暴動騷亂，北海城被圍困，孤單勢窮無援，危在旦夕。以劉備您有仁義的美名，能救人於危急之中。故我們小小北海城，派遣我突破重圍，從萬死之中來求援。」劉備收斂嚴肅回答他說：「孔北海竟然知道世上有我劉備嗎？」於是馬上派遣精兵三千人跟隨太史慈。後來賊兵聽聞救兵已到，就自動撤走了。另外據《後漢書》及《太平御覽》引《鄭玄別傳》記載，鄭玄子鄭益得知管亥圍孔融，立刻率軍去救，在該戰中戰死。

## 在《三国志》中
《三国志·吴书四》：时融以黄巾寇暴，出屯都昌，为贼管亥所围。慈从辽东还，母谓慈曰：“汝与孔北海未尝相见，至汝行后，赡恤殷勤，过於故旧，今为贼所围，汝宜赴之。”慈留三日，单步径至都昌。时围尚未密，夜伺间隙，得入见融，因求兵出斫贼。融不听，欲待外救。未有至者，而围日逼。融欲告急平原相刘备，城中人无由得出，慈自请求行。……比贼觉知，慈行已过，又射杀数人，皆应弦而倒，故无敢追者。遂到平原，说备曰：“慈，东莱之鄙人也，与孔北海亲非骨肉，比非乡党，特以名志相好，有分灾共患之义。今管亥暴乱，北海被围，孤穷无援，危在旦夕。以君有仁义之名，能救人之急，故北海区区，延颈恃仰，使慈冒白刃，突重围，从万死之中自讬於君，惟君所以存之。”备敛容答曰：“孔北海知世间有刘备邪！”即遣精兵三千人随慈。贼闻兵至，解围散走。

## 在《后汉书》中
《后汉书·孔融传》：黄巾复来侵暴，融乃出屯都昌，为贼管亥所围。融逼急，乃遣东莱太史慈求救于平原相刘备。备惊曰：“孔北海乃复知天下有刘备邪？”即遣兵三千救之，贼乃散走。

## 在《三国演义》中
- 《三國演義》：太史慈卻待向前，雲長早出，直取管亥。兩馬相交，眾軍大喊；量管亥怎敵得雲長，數十合之間，青龍刀起，劈管亥於馬下。